# Viișoara (gmina w okręgu Bihor)
Viișoara – gmina w Rumunii, w okręgu Bihor. Obejmuje miejscowości Izvoarele, Pădureni, Reghea i Viișoara. W 2011 roku liczyła 1336 mieszkańców.